# Aem (azienda)
La Aem S.p.a. era un'azienda energetica che originariamente aveva sede legale e amministrativa a Milano e operava direttamente e con società controllate nella distribuzione di energia elettrica e gas principalmente nella provincia di Milano.
Dal 1º gennaio 2008 è diventata operativa come A2A S.p.A., in seguito alla fusione per incorporazione di AMSA e ASM.

## Generalità
Aem si serve di una centrale turbogas a cogenerazione a Cassano d'Adda, di impianti idroelettrici posti principalmente in Valtellina e di impianti di distribuzione di energia elettrica situati nell'interland milanese e negli aeroporti di Malpensa e Linate. L'azionista di maggioranza relativa, con circa il 43%, era il Comune di Milano.

## Storia
Alla fine dell'Ottocento fu costruita a Milano la centrale termoelettrica di Santa Redegonda, prima in Europa e seconda nel mondo. La sua gestione fu affidata nel 1884 all'allora Società generale italiana di elettricità sistema Edison, partecipata con grandi investimenti da diverse personalità della Milano finanziaria. In seguito il Comune di Milano affidò a questa società la gestione dell'illuminazione elettrica di alcune strade. Ma la Union des Gaz che aveva allora una posizione monopolista sulla città nel settore dell'illuminazione stradale fece ricorso al Comune contro questa decisione; il contenzioso si risolse nel 1887, anno in cui si stipulò la prima convenzione quinquennale con la Edison per l'illuminazione pubblica a elettricità della città.
Nel 1893 la Edison ebbe anche la convenzione per l'elettrificazione delle linee tranviarie, poi sempre la stessa fece centrali idroelettriche. Ma le tariffe applicate dalle Edison erano ritenute troppo alte rispetto alla media italiana, e così iniziò a maturare l'idea di trovare un'alternativa a quella società e nel 1903 fu varata una legge per la municipalizzazione del servizi pubblici aprendo nel 1905 la nascita della prima centrale comunale in Piazza Trento.
Nel 1910 nacque l'Azienda Elettrica Municipale (da cui Aem) di Milano, che iniziò il suo primo esercizio il 1º gennaio dell'anno successivo. Ma c'era sempre la Edison che protestava perché si vedeva non rispettati i diritti, contenzioso che si risolse cinque anni dopo con una convenzione che determinò un concordato sia sulle tariffe che sulla divisione delle future utenze con scadenza della convenzione al 1931.
Ma l'azienda aveva riportato danni economici dalla seconda guerra mondiale, che furono sanati da forti investimenti negli anni cinquanta, soprattutto con la costruzione di impianti idroelettrici in Alta Valtellina (dighe di San Giacomo di Fraele e di Cancano II), per le cui realizzazioni venne allestita la "Filovia dello Stelvio" impiegando alcuni filocarri per il trasferimento dei materiali da costruzione; così facendo, nel 1963, si era raddoppiata la capacità produttiva rispetto al periodo anteguerra, dando anche tale azienda il suo contributo al boom economico iniziato in quegli anni.
Dal luglio 1981 rileva dalla Edison la gestione del servizio gas per Milano e alcuni comuni vicini. Con l'occasione si avvia nel 1984 il programma di conversione a metano della rete gas terminando l'operazione nel 1994.
Nel corso degli anni '90 si avvia il progetto di teleriscaldamento, iniziando dalle zone sud-ovest e Bicocca oltre alla città di Sesto San Giovanni.
Nel rispetto della Legge 142/90 l'azienda è trasformata in Società per Azioni (Aem S.p.A, appunto), nel 1996 e il 15 luglio 1998 con il 49% del capitale è quotata alla Borsa di Milano.
Nel 2000 entra anche nelle telecomunicazioni, dando a Milano una rete in fibra ottica per l'accesso integrato di Voce, Internet e Video. Nel 2001 stringe alleanze con altre società europee dando vita a nuove società come Electrone, Italpower e Plurigas.
Nell'ottobre 2007 l'assemblea della società ha approvato la fusione con Asm, l'omologa utility bresciana, che è diventata operativa a partire dal 1º gennaio 2008. La nuova società è stata chiamata A2A. La fusione tra AEM e Asm è stata preceduta dall'incorporazione di AMSA in AEM.

## Azionariato
L'azionariato di Aem prima della fusione con AMSA era:
- Comune di Milano - 43.268%
- Motor Columbus AG - 5.322%; tramite Atel Italia Holding Srl e ATEL (Aare e Ticino SA di Elettricità)
- Fidelity International Limited - 2.074%

L'azionariato AEM post-Fusione AEM/AMSA era:
- Comune di Milano - 46,8%
- Motor Columbus AG - 5.7%; tramite Atel Italia Holding Srl e ATEL (Aare e Ticino SA di Elettricità)
- Fidelity International Limited - 2%

L'azionariato A2A post-Fusione AEM/ASM Brescia è:
- Comune di Milano - 27,4%
- Comune di Brescia - 27,4%
- Motor Columbus AG - 3,5%; tramite Atel Italia Holding Srl e ATEL (Aare e Ticino SA di Elettricità)
- Comune di Bergamo - 2%
- Fingruppo Holding S.p.A. - 2%